# Psychoda vesca
Psychoda vesca és una espècie d'insecte dípter pertanyent a la família dels psicòdids.

## Descripció
- La femella fa 0,65 mm de llargària a les antenes (0,68-0,70 en el cas del mascle), mentre que les ales li mesuren 1,02-1,22 de longitud (1-1,08 en el mascle) i 0,37-0,42 d'amplada (0,37-0,42 en el mascle).
- Les antenes presenten 15 segments.[2]

## Distribució geogràfica
Es troba a Indonèsia: Papua Occidental.